# Kościół św. Emmerama w Ratyzbonie
Kościół św. Emmerama – kościół dawnego benedyktyńskiego klasztoru św. Emmerama w Ratyzbonie w Niemczech, zbudowany w VIII w., przebudowywany m.in. w X i XI oraz XVIII w. Po sekularyzacji klasztoru na początku XIX w. kościół parafialny.

## Historia
Kościół św. Emmerama powstał w założonym kilkadziesiąt lat wcześniej klasztorze św. Emmerama ok. 780–790 r. Prawdopodobnie objął on istniejący już wcześniej przy grobie zamordowanego tutaj św. Emmerama kościół św. Jerzego (miał on zostać przekształcony w boczny, południowy chór nowego kościoła). Kościół objął kryptę w formie pierścienia i grób świętego zlokalizowany w głównej apsydzie. Pochowano w tej świątyni królów wschodniofrankijskich z dynastii Karolingów: cesarza Arnulfa z Karyntii i Ludwika IV Dziecię.
Pod koniec X w. kościół przebudowywał opat Ramwold, m.in. dodając do niego kryptę nazwaną potem jego imieniem (przebudowaną potem w połowie XVIII w.). Kolejna rozbudowa (kościół otrzymał w niej zachowany do dziś kształt) nastąpiła w połowie XI w.; prawdopodobnie wzorem dla niej była katedra w Spirze. Dodano wówczas potężny zachodni transept i chór z kryptą, a w 1052 kanonizowano pochowanego tu byłego biskupa Ratyzbony Wolfganga – dokonał tego tutaj papież Leon IX w obecności cesarza Henryka III. Nowemu, zachodniemu chórowi nadano wezwanie św. Dionizego, bowiem podczas przebudowy odnaleziono tu rzekomo kości tego świętego, sfałszowano też dokumenty mające potwierdzać przeniesienie ich tu przez Arnulfa z Karyntii. Z kolei krypta, w której umieszczono grób św. Wolfganga, nosi jego wezwanie.
W latach 60. XI w. i latach 60. XII w. kościół odbudowywany był po pożarach, zachował jednak cechy architektury przedromańskiej. W XVI w. przebudowano wolno stojącą dzwonnicę, którą pierwotnie zbudowano z pozostałości rzymskich budowli. Ponownie kościół spłonął w 1642, po czym został odbudowany. Kolejna przebudowa, podczas której zmieniono wnętrze świątyni w duchu rokokowym, nastąpiła w latach 1731–1733 pod kierownictwem braci Cosmasa Damiana i Egida Quirina Asamów.
W 1810 klasztor został zsekularyzowany i następnie przekazany rodowi Thurn und Taxis, którego przedstawiciele urządzili w nim pałac. Kościół nadal pełni funkcje sakralne i stanowi kościół parafialny (funkcję tę przejął od sąsiedniego kościoła św. Ruperta). W 1964 papież Paweł VI nadał kościołowi tytuł bazyliki mniejszej.

## Opis
Kościół ma ok. 100 m długości, nawa ma 29 m szerokości, a zachodni transept ok. 35 m. Znajduje się tu prawie 20 ołtarzy, a także trzy krypty. Ma charakter trójnawowej bazyliki, bez wschodniego transeptu, której korpus nawowy przechodzi w wydłużone prezbiterium z bocznymi apsydami. W pobliżu głównego ołtarzu znajduje się pochodząca z VIII w. krypta w kształcie pierścienia otaczającego grób św. Emmerama; na jej ścianach zachowały się fragmenty dekoracji z czasów karolińskich. Z głównej apsydy prowadzi na wschód przejście do pochodzącej z końca X w. krypty Ramwolda. Zachodnią część kościoła, oddzieloną od korpusu nawowego barokowymi organami, stanowią pochodzące z XI w. transept i chór pod wezwaniem św. Dionizego, pod którym znajduje się trzecia romańska krypta św. Wolfganga z XI w. Obok znajduje się niewielka, romańska kaplica św. Magdaleny z XII-wiecznymi freskami.
Wnętrze zachowało charakter nadany przebudową z XVIII w. Pokryte jest barokowymi dekoracjami, które jednak nie zasłaniają przedromańskiej i romańskiej architektury. Główny ołtarz z 1666 przedstawia męczeństwo św. Emmerama. Freski na sklepieniach przedstawiają prace misyjne benedyktynów (w prezbiterium) oraz męczeństwo chrześcijan (w nawie). Arcydziełem złotnictwa ma być srebrny relikwiarz św. Dionizego pod głównym ołtarzem. Wśród licznych nagrobków, które zebrano głównie w północnej nawie bocznej, zwraca uwagę XIII-wieczne epitafium Hemmy, cesarzowej z IX w.
Wejście na teren bazyliki prowadzi przez gotycką bramę z dwoma portalami, ogród i portyk, z którego oddzielne drzwi prowadzą do zachodniego transeptu i północnej nawy. Pomiędzy nimi znajduje się XI-wieczna romańska rzeźba przedstawiająca tronującego Chrystusa, któremu towarzyszą św. Emmeram i św. Dionizy. W przeszłości prawdopodobnie brama była połączona z kościołem budynkiem. Bogaty portal prowadzący do kościoła znajduje się po południowej jego stronie, w dawnych klasztornych krużgankach.

## Galeria

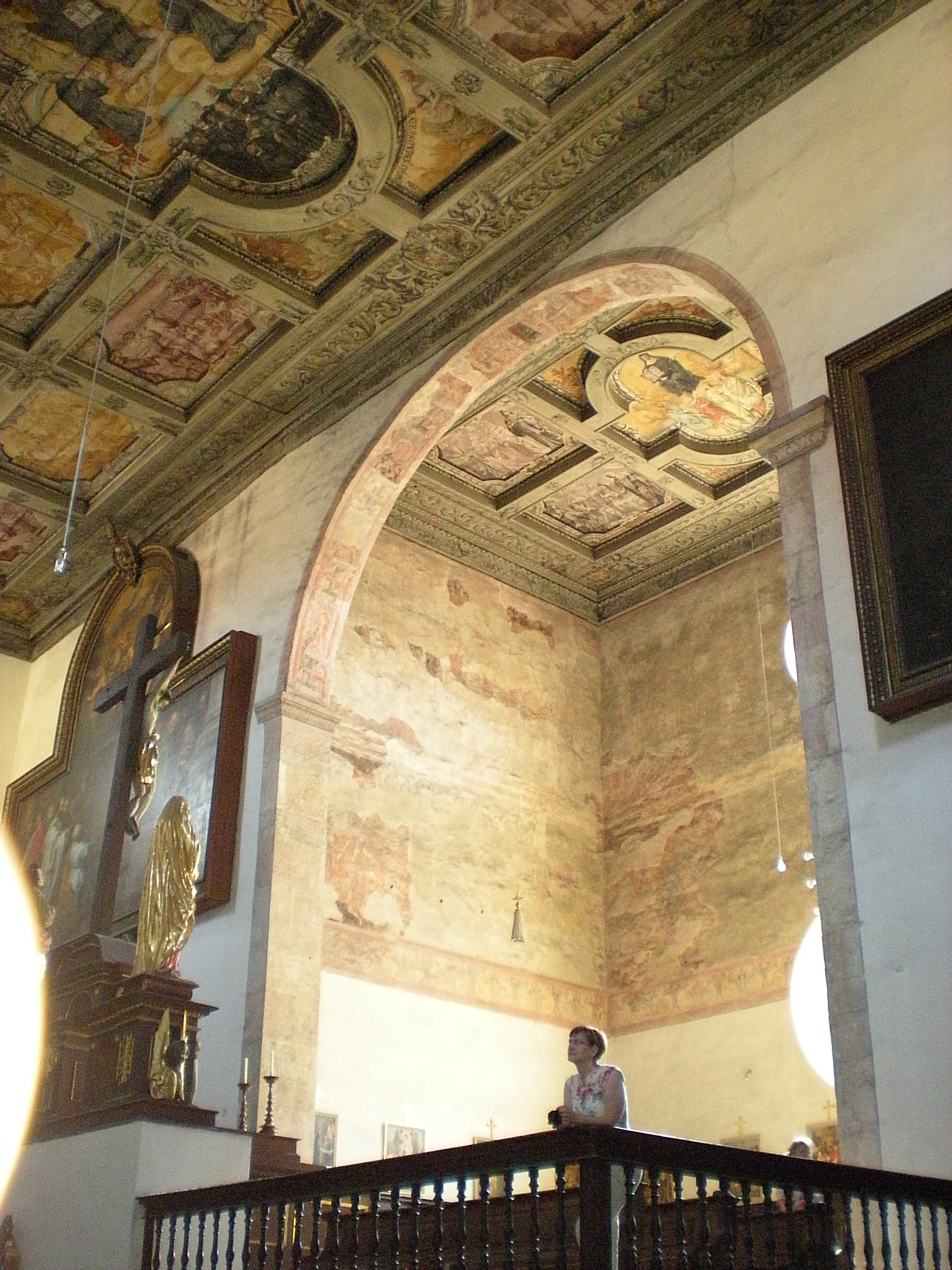
Zachodni transept
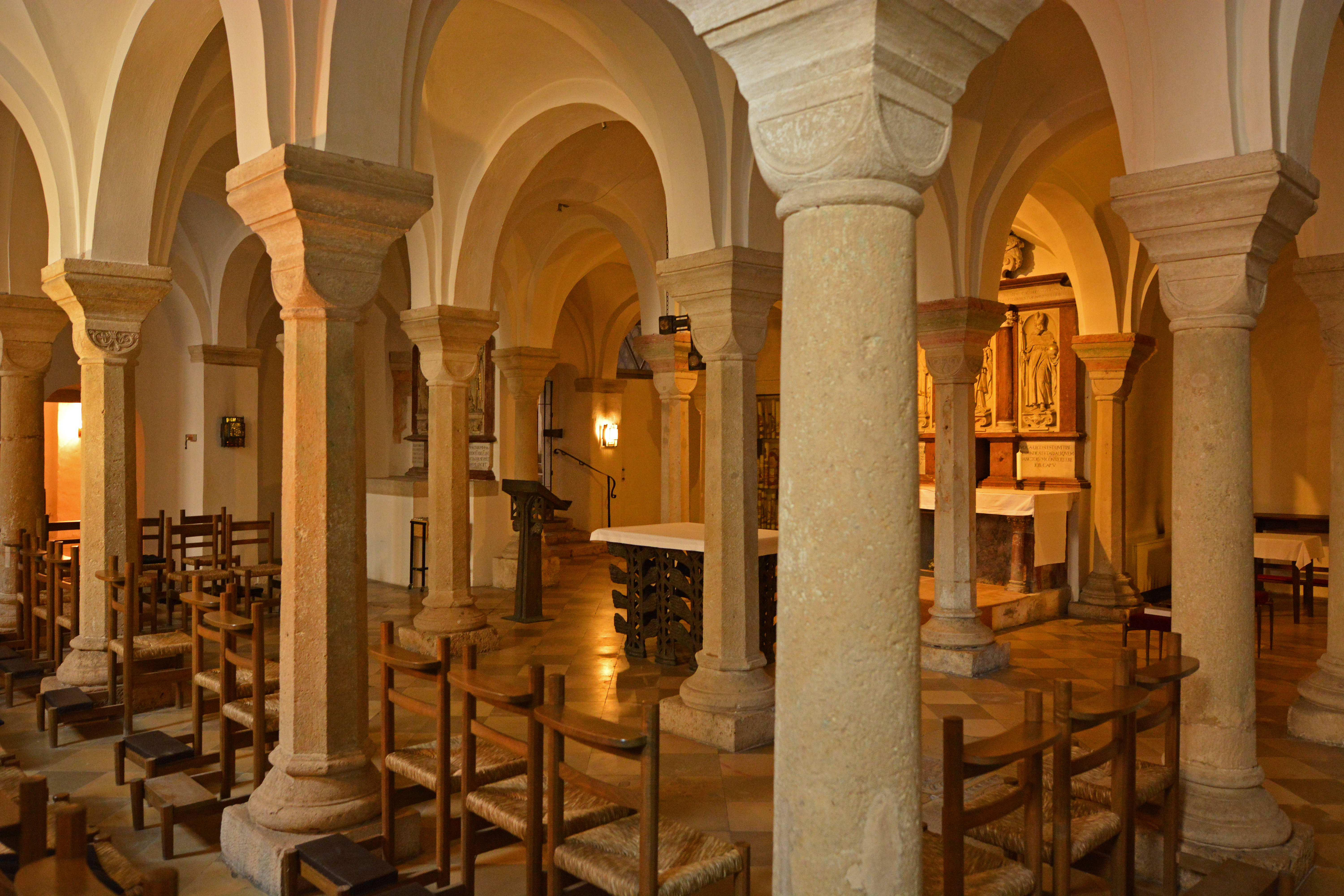
Krypta św. Wolfganga
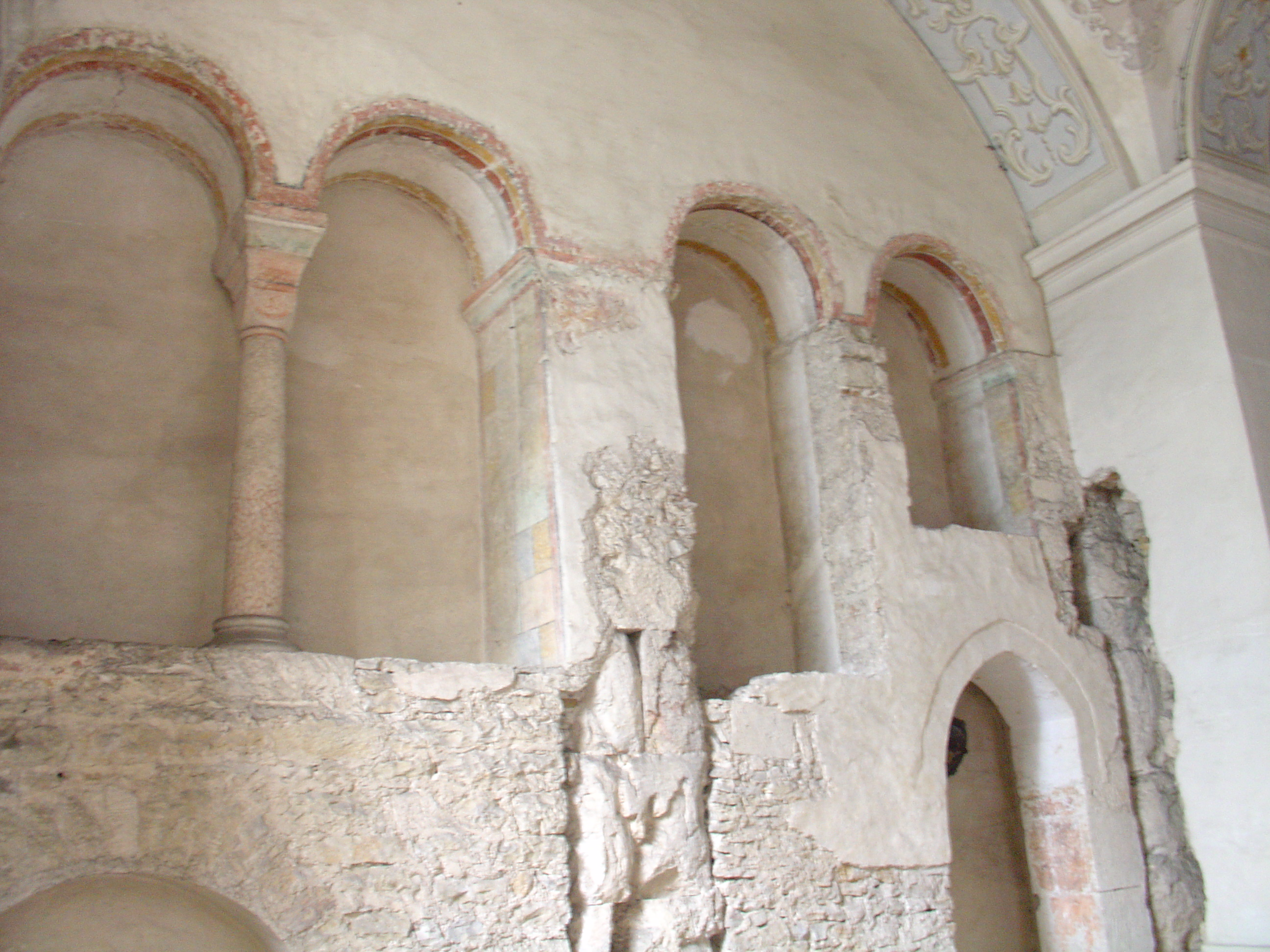
Fragmenty murów z X w.
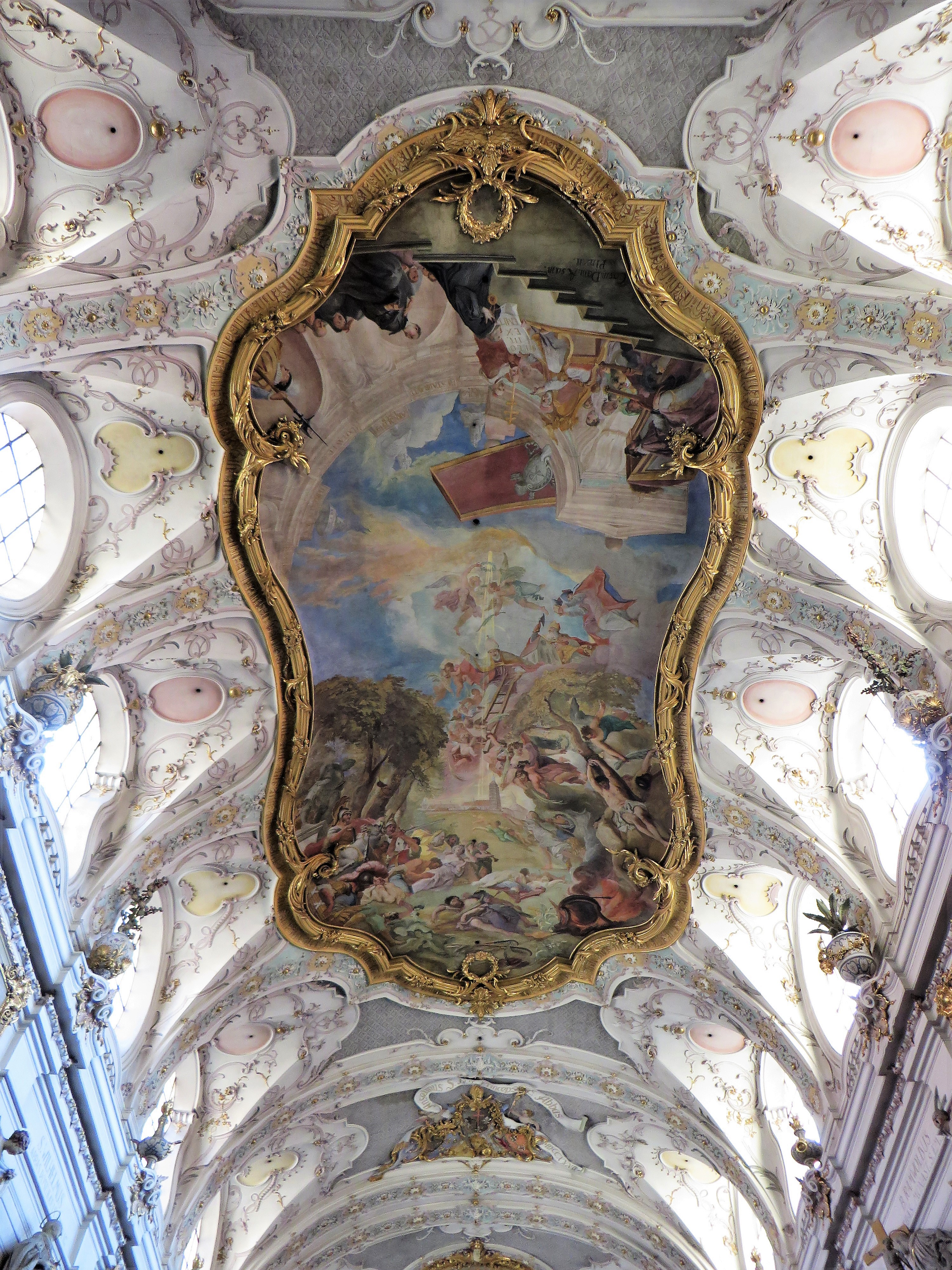
Fresk z XVIII w. na sklepieniu nawy głównej
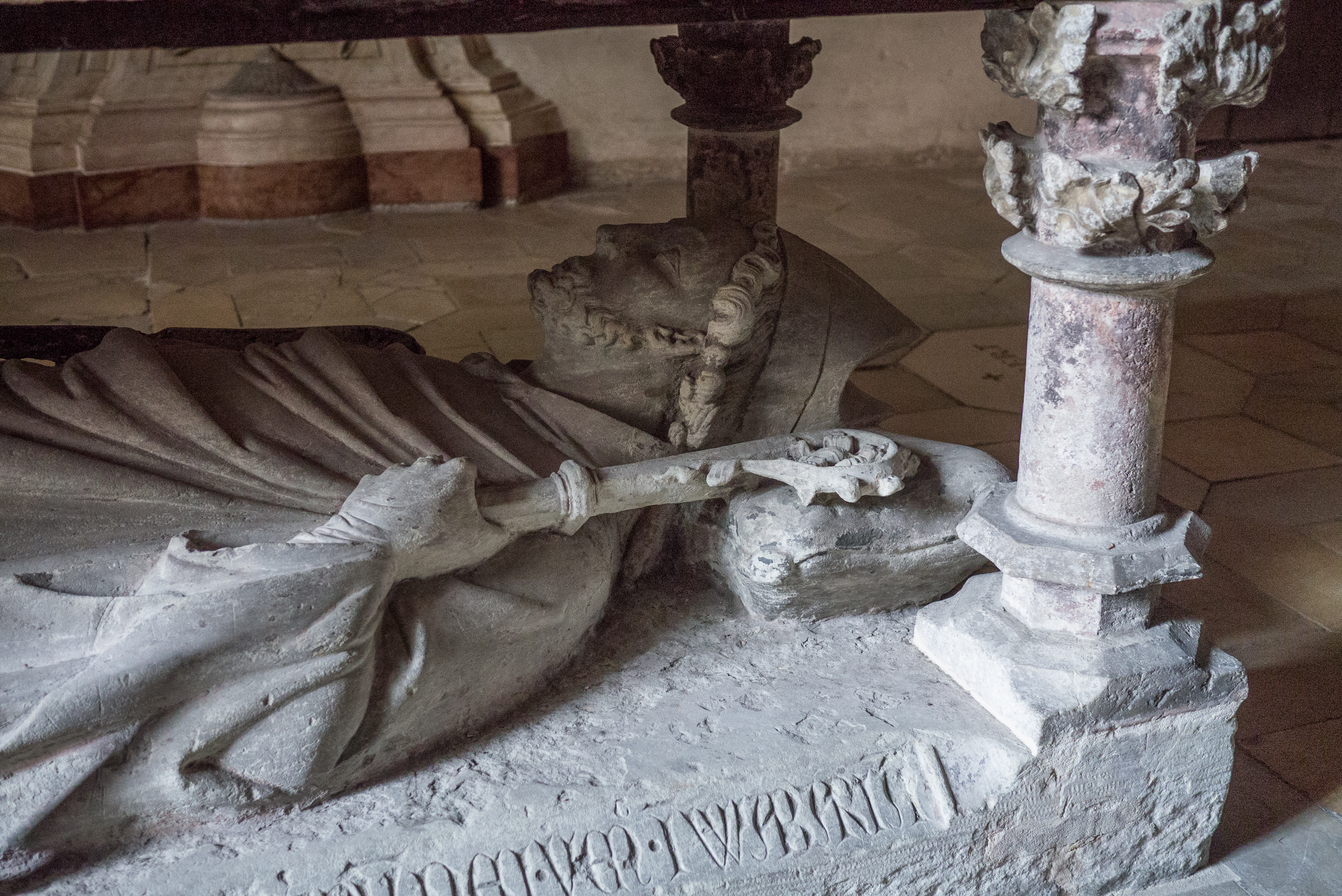
Nagrobek św. Emmerama
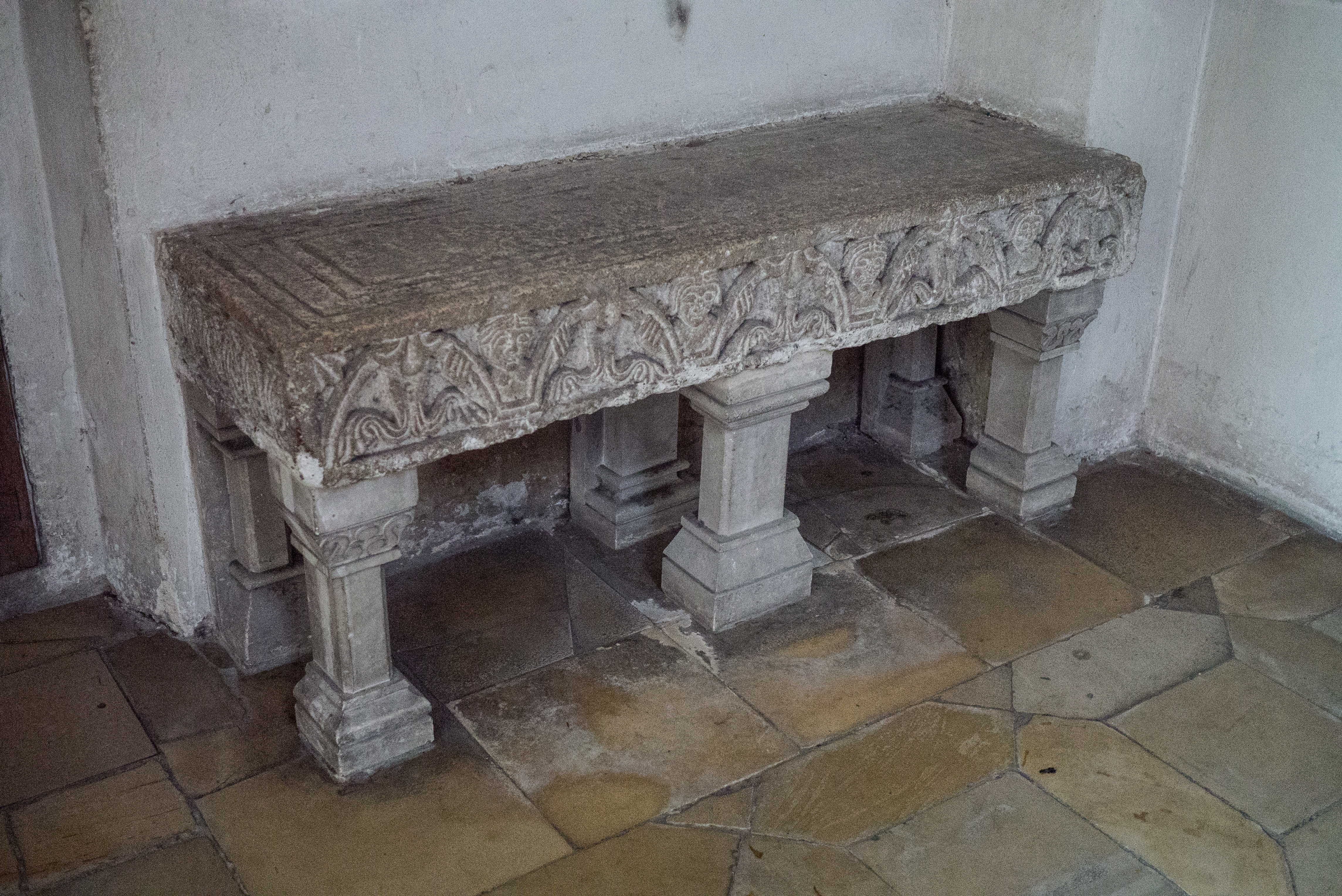
Nagrobek księcia bawarskiego Arnulfa (?)
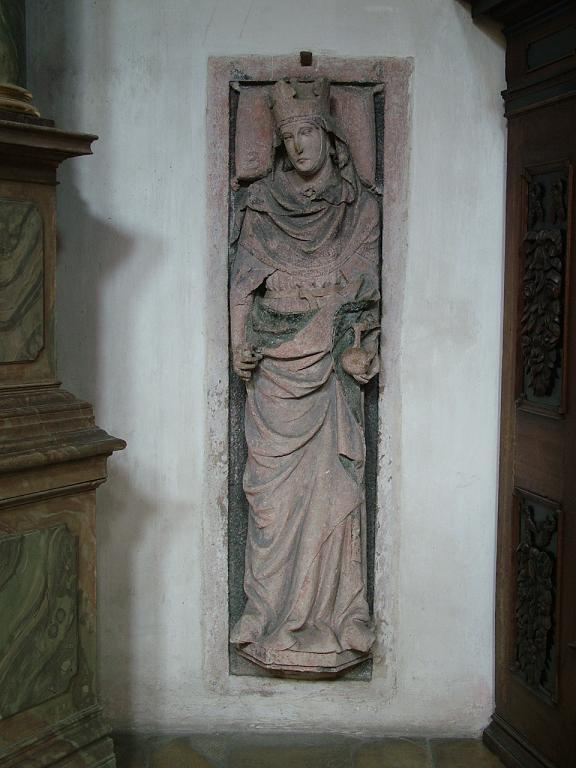
Nagrobek królowej Emmy
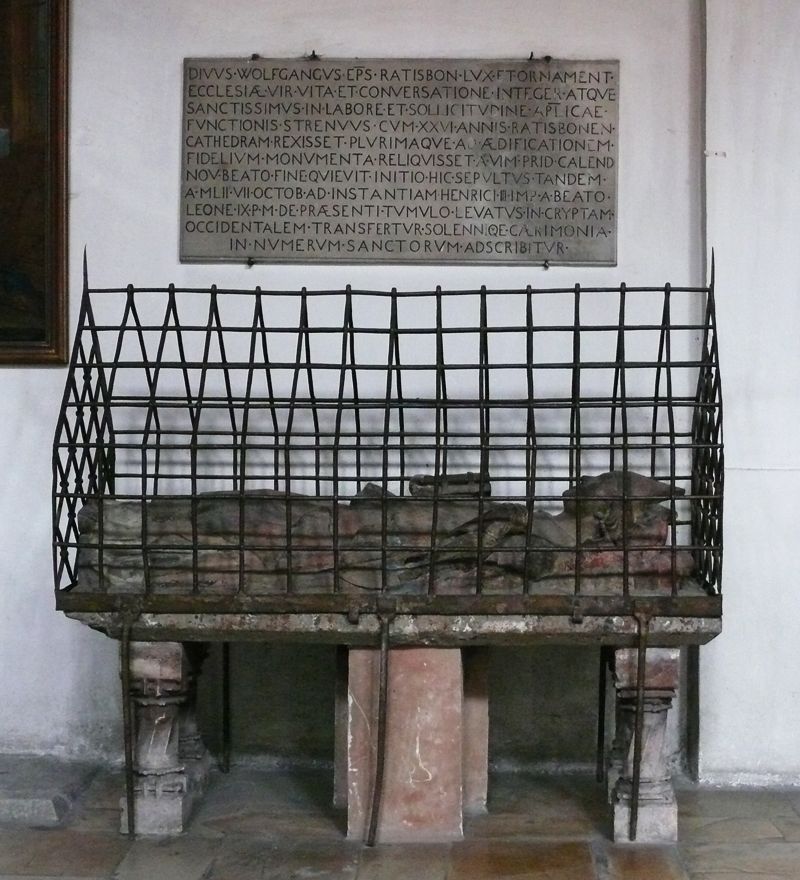
Nagrobek św. Wolfganga
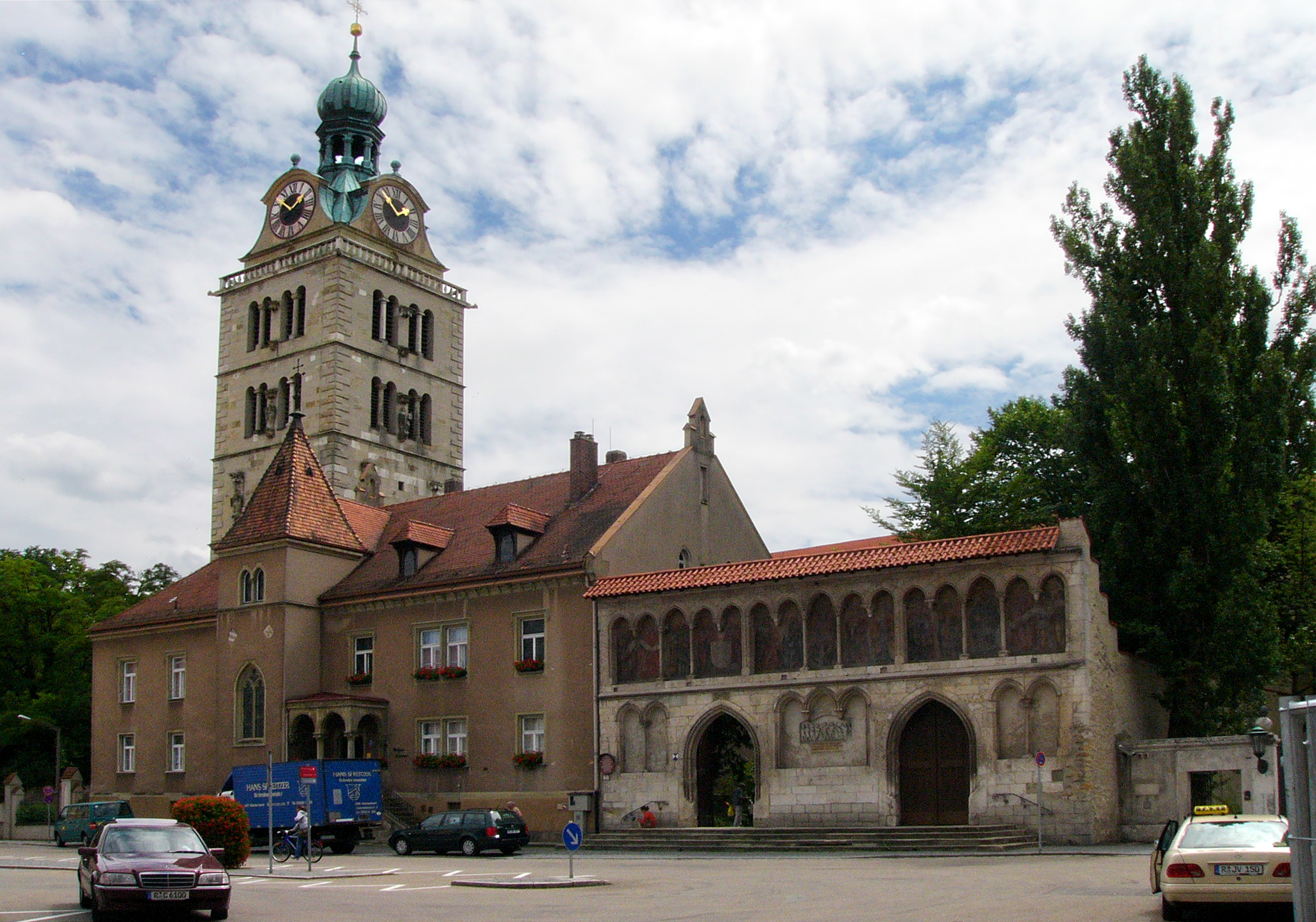
Dzwonnica i wejście (brama) na teren bazyliki